# Elisabeth Theurer
Elisabeth Theurer, obecnie Elisabeth Max-Theurer, przydomek Sissy (ur. 20 września 1956 w Linzu) – austriacka dresażystka, mistrzyni olimpijska z 1980 roku z Moskwy.

## Sukcesy sportowe
- złoty medal (indywidualnie) na Igrzyskach Olimpijskich w 1980, na Mon Cherie
- złoty medal (indywidualnie) na Mistrzostwach Europy w 1979, na Mon Cherie